# Ormskål

En ormskål.

Ormskålen en symbol för apotek och farmaci som består av en orm som dricker ur en skål eller bägare. Den är ursprungligen symbolen för Hygieia, Asklepios dotter och hälsans och renhetens gudinna i den grekiska mytologin. Symbolen är närbesläktad med eskulapstaven, även den en läkekonstsymbol med en orm. 
Ormskålen är vanlig på apoteksskyltar världen över. Den förekommer även i Karolinska institutets sigill.

## Galleri

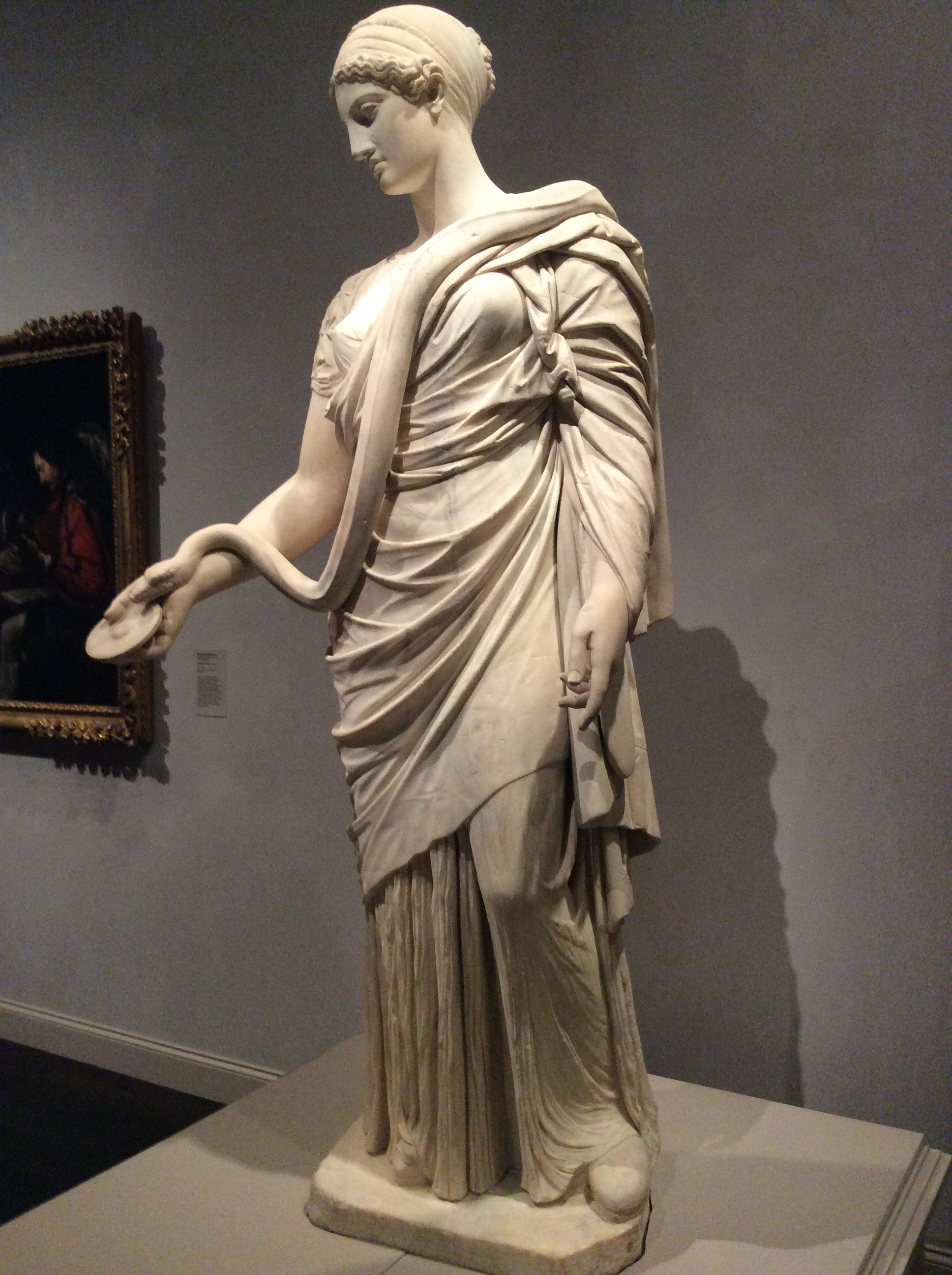
Staty av Hygieia med ormen och skålen.
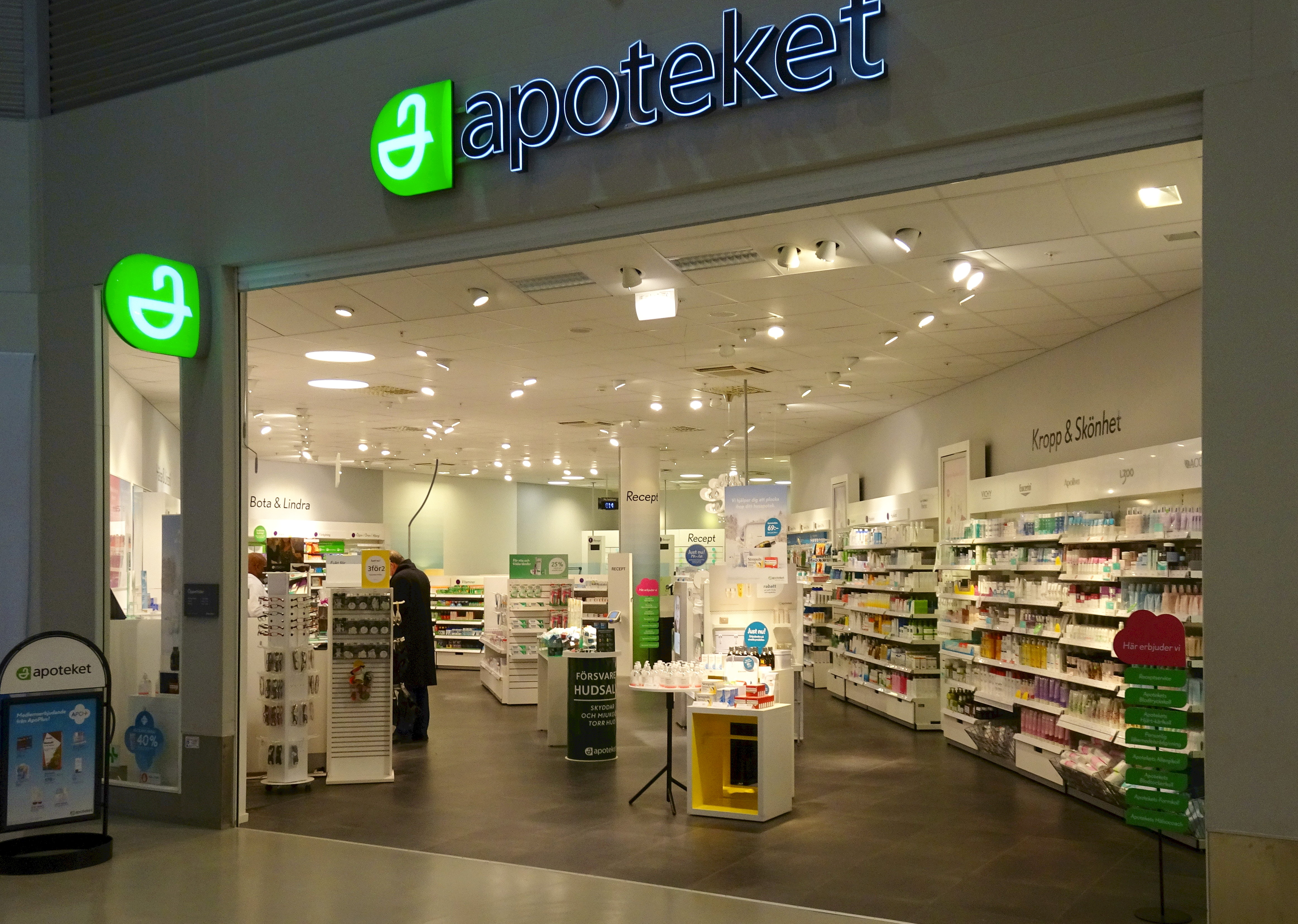
Apoteket AB:s logotyp är en stiliserad ormskål.
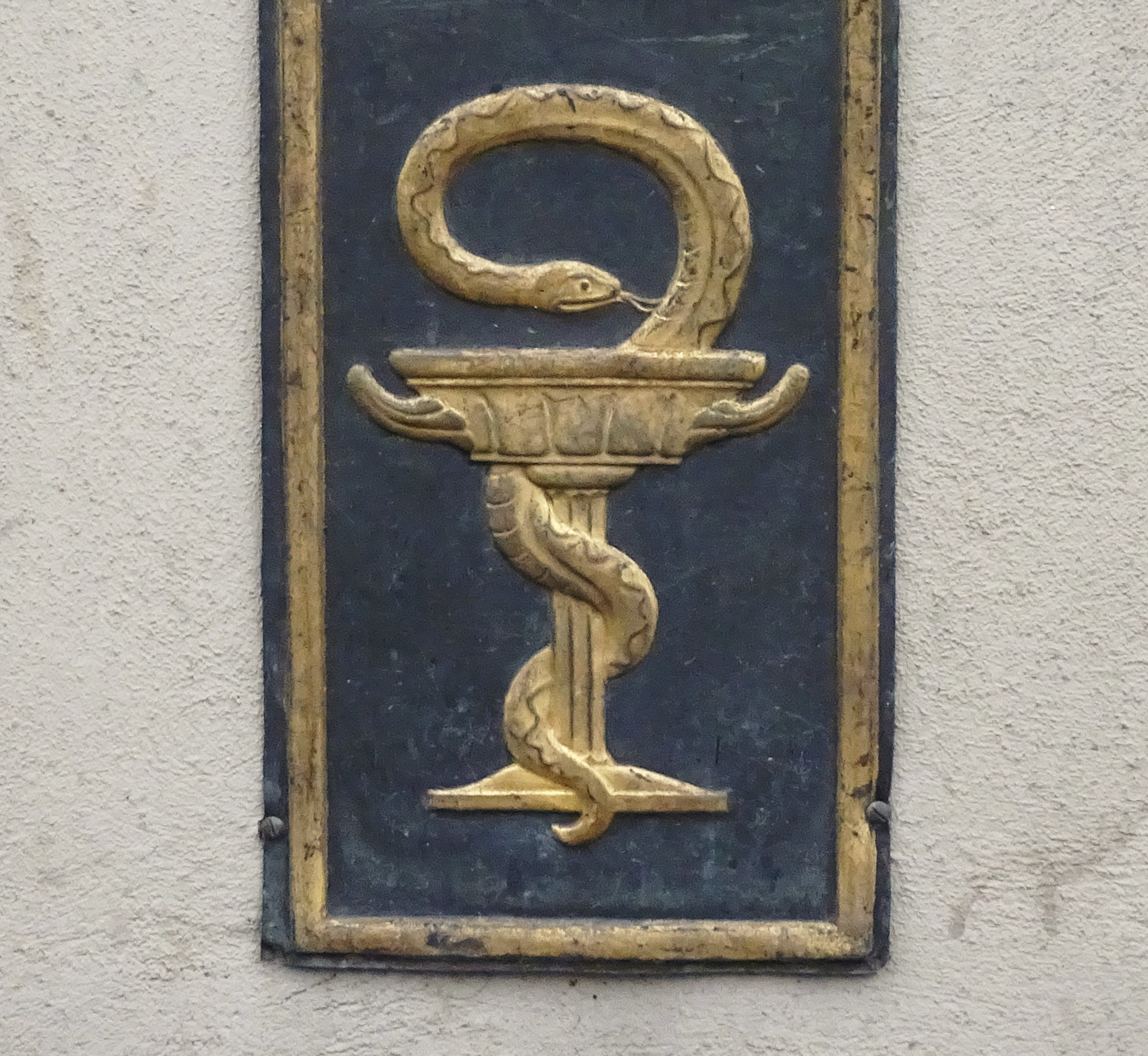
Ormskål vid Apoteket Draken.